# Überhöhung

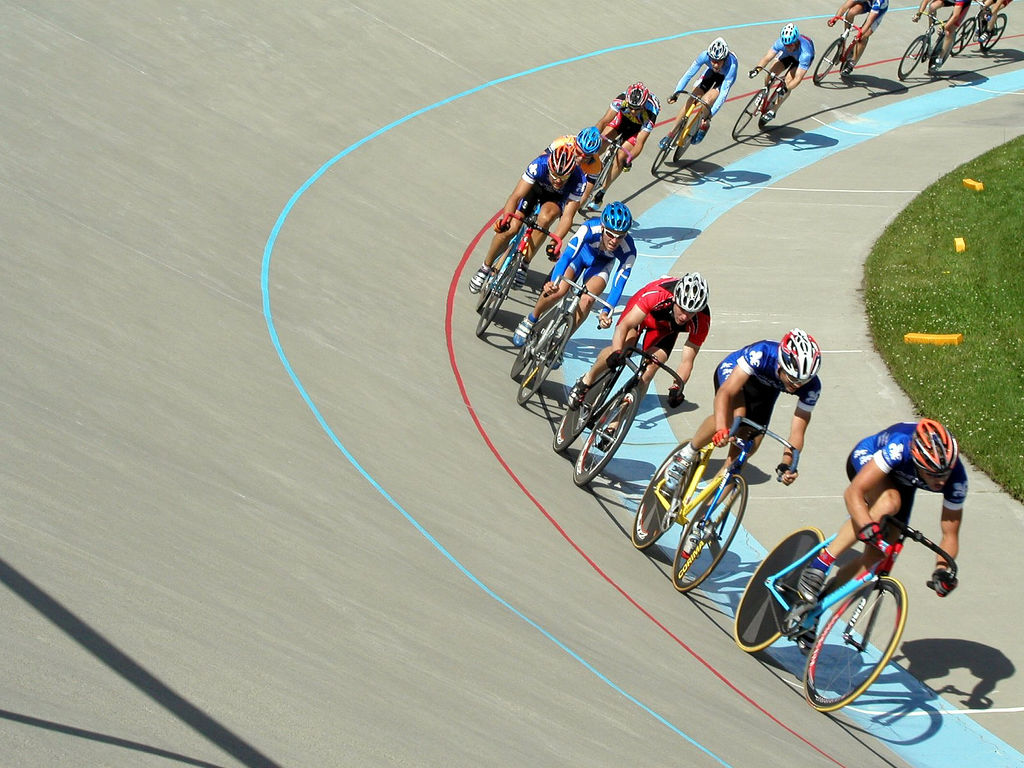
Steilkurve einer Radrennbahn

Überhöhung ist eine Querneigung einer Fahrbahn in einer Kurve zum Kurveninneren hin. Der Zweck der Überhöhung ist, die aus Zentripetalkraft und Gewichtskraft des Fahrzeugs resultierende Kraft möglichst senkrecht zur Fahrbahn wirken zu lassen, um ein Schleudern oder Umkippen des Fahrzeugs zu verhindern. Überhöhungen werden verwendet:
- bei Verkehrswegen: Schienenbahnen und Straßen (beim Straßenentwurf Querneigung genannt)
- bei Sportstätten: Radrennbahnen und Motorsport-Rennstrecken, hier spricht man auch von Steilkurven.

## Schienenbahnen

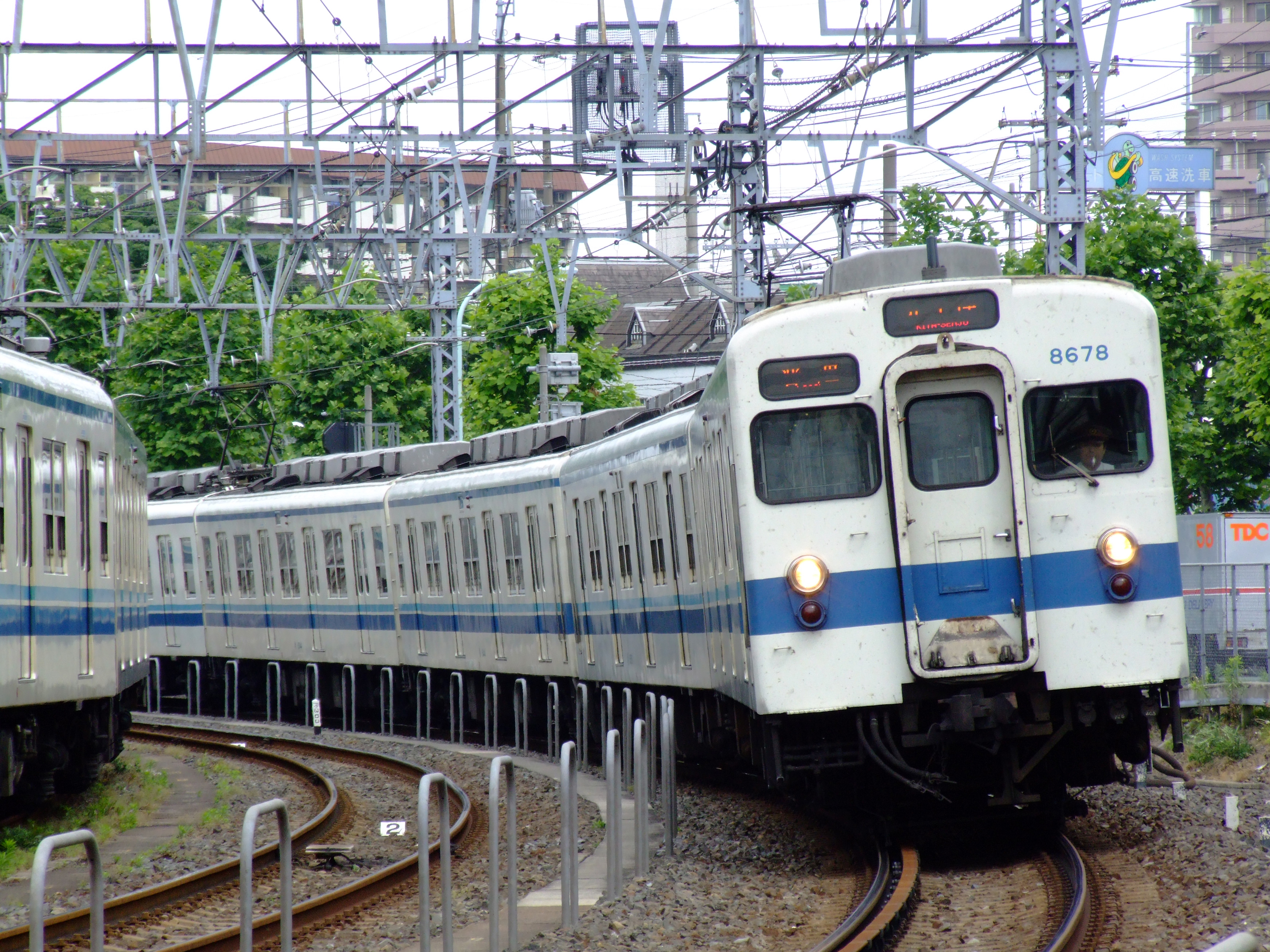
Überhöhtes Gleis

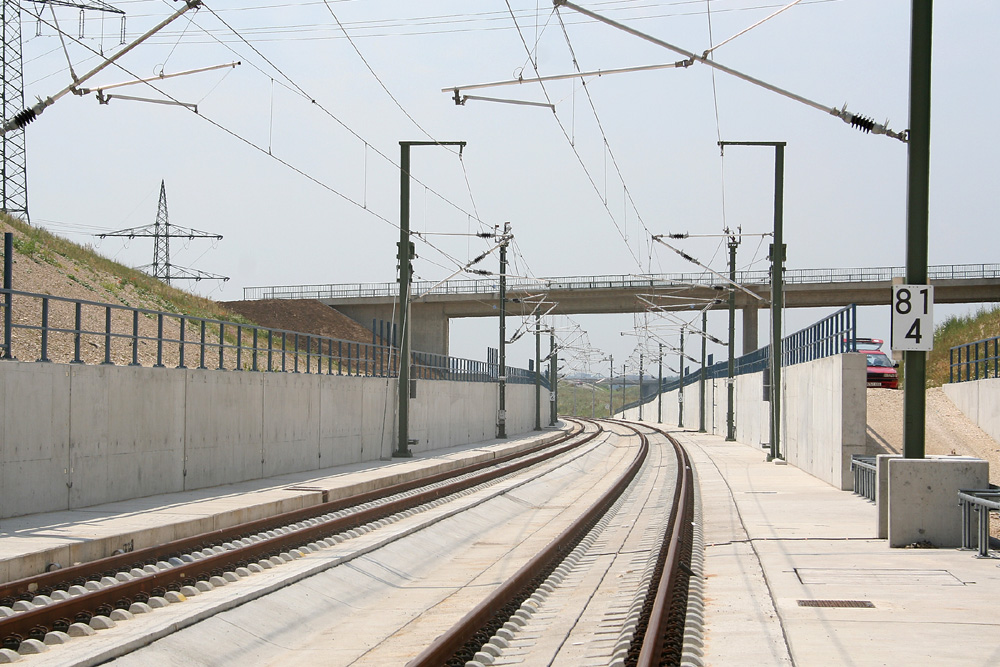
Kurvenüberhöhung am Geisbergtunnel

Bei Schienenbahnen wird die Überhöhung durch den Höhenunterschied beider Schienen eines Gleises angegeben. Die Überhöhung bewirkt, dass Radien mit höheren Geschwindigkeiten befahren werden können, ohne dass Ladung oder Fahrgäste starken Beschleunigungen zur Seite ausgesetzt werden oder ein Schienenfahrzeug entgleist. Außerdem reduziert sie die ungleichmäßige Abnutzung der Schienen. Als ausgleichende Überhöhung bezeichnet man die Überhöhung, welche beim Erreichen einer Entwurfsgeschwindigkeit die auf das Schienenfahrzeug wirkende Querbeschleunigung eliminiert.
Aus der Anforderung, dass an jeder Stelle des Fahrweges ein sicherer Nothalt eines Schienenfahrzeuges möglich sein muss, ergibt sich eine maximale Überhöhung, um im Stillstand ein Umkippen des Fahrzeugs nach innen zu verhindern. In Deutschland beschränkt die für regelspurige Eisenbahnen geltende Eisenbahn-Bau- und Betriebsordnung die Überhöhung auf maximal 180 mm. Dies entspricht einer Querneigung von 12,5 % bzw. 7,1 Grad. Bedingt durch Toleranzen bei Bau und Instandhaltung von Gleisen beträgt die maximal zulässige Überhöhung bei deutschen Infrastrukturbetreibern für Schotteroberbau 160 mm und auf Fester Fahrbahn 170 mm. Im Bereich von Bahnsteigen ist meist deutlich weniger Überhöhung zulässig.
Im Netz der Deutschen Bahn sind Überhöhungen durch das Anheben der bogenäußeren Schiene herzustellen. Sie soll 20 mm nicht unterschreiten und auf Vielfaches von fünf gerundet werden. Als Mindestwert ist {\displaystyle min_{u}={\frac {11{,}8\cdot v^{2}}{r}}-zul~u_{f}} (in mm, mit Überhöhungsfehlbetrag {\displaystyle u_{f}}) herzustellen. Der Regelwert {\displaystyle reg~u} beträgt {\displaystyle {\frac {6{,}5\cdot v^{2}}{r}}} (in mm). In Gleisen, in denen die zulässige Höchstgeschwindigkeit häufig nicht erreicht wird, soll die Überhöhung zwischen {\displaystyle min~u} und {\displaystyle reg~u} hergestellt werden. In Gleisen, in denen alle Züge mit annähernd gleicher Geschwindigkeit fahren, soll ein Wert zwischen {\displaystyle reg~u} und unterhalb der ausgleichenden Überhöhung {\displaystyle u_{0}=11{,}8\cdot {\frac {v^{2}}{r}}} (in mm) hergestellt werden. Die Ermessensgrenze, deren Ausschöpfung technisch-wirtschaftlich zu begründen ist, liegt für Schotteroberbau bei 160 mm, mit Fester Fahrbahn bei 170 mm, an Bahnsteigen 110 mm; bei Weichen sind 120 mm zulässig, wobei bei Neubauten 100 mm eingehalten werden sollen. Die Zustimmungswerte, die nur in begründeten Fällen und mit Zustimmung der DB-Netz-Zentrale angewendet werden dürfen, liegen bei über 160 mm (Schotter) bzw. über 170 mm (Feste Fahrbahn) und finden ihre absolute Grenze im EBO-Grenzwert von 180 mm. Für Gleisbögen kleiner 300 m, Korbbögen und Hilfsbrücken gelten weitere Regeln.
Bei mehrgleisigen Bahnübergängen in überhöhten Gleisbögen sollen alle Schienen in einer Ebene liegen.
Die TSI sieht für Mischverkehrsstrecken, die von Personen- und Güterverkehr befahren werden, eine Überhöhung von bis zu 160 mm (auf Schotteroberbau) bzw. 170 mm (auf Fester Fahrbahn) vor, auf reinen Personenverkehrsstrecken bis zu 180 mm (mit beiden Oberbauformen). Im Netz von SNCF Réseau sind auf Mischverkehrsstrecken 160 mm Überhöhung zulässig, im Ausnahmefall bis zu 180 mm.

### Überhöhungsfehlbetrag
Als Überhöhungsfehlbetrag bezeichnet man die Differenz zwischen der Überhöhung, die nötig wäre, um die Querbeschleunigung bei der zulässigen Höchstgeschwindigkeit vollständig auszugleichen, und der tatsächlichen Überhöhung eines Gleisbogens. Die Festlegung des maximalen Überhöhungsfehlbetrages in den Vorschriften begrenzt so die Querkräfte, denen Fahrgäste und Ladung ausgesetzt werden können.
Normalspurige Triebfahrzeuge und Personenwagen, die der TSI entsprechen, müssen bis zu 300 km/h 153 mm Überhöhungsfehlbetrag zulassen, darüber 100 mm. Für Güterwagen sind 130 mm erforderlich. Eigens für den Betrieb bei höheren Überhöhungsfehlbeträgen ausgelegte Züge dürfen bei höheren Überhöhungsfehlbeträgen betrieben werden, sofern die Betriebssicherheit nachgewiesen wird. Für Breitspurbahnen gelten gesonderte Regelungen.
Nach der deutschen Eisenbahn-Bau- und Betriebsordnung ist der Überhöhungsfehlbetrag „in Abhängigkeit von der Beschaffenheit des Oberbaus, von der Bauart der Fahrzeuge sowie von der Ladung und deren Sicherung festzulegen; er soll nicht größer sein als 150 mm.“ (§ 40 (7) EBO) Nach dem Regelwerk der DB Netz AG beträgt dieser Wert grundsätzlich 130 mm. Bei Schienenfahrzeugen mit entsprechender Zulassung können in Bögen von wenigstens 650 m Radius bis zu 150 mm angesetzt werden. Bei Bögen zwischen 250 m und 650 m können mehr als 130 mm (bis 150 mm) Überhöhungsfehlbetrag mit Zustimmung der DB-Netz-Zentrale geplant werden. Im Geschwindigkeitsbereich bis 160 km/h können dadurch bis zu 10 km/h höhere Geschwindigkeiten zugelassen werden, in Einzelfällen auch bis zu 20 km/h. Ein niedriger einstelliger Prozentbereich des Streckennetzes nutzt den Spielraum von 130 bzw. bis zu 150 mm tatsächlich aus. Ab 1999 in Deutschland zugelassene Reisezüge müssen grundsätzlich für 150 mm Überhöhungsfehlbetrag konstruiert sein, ein Großteil der Vollbahnfahrzeuge sind dafür zugelassen. Auch die 2005 in Kraft gesetzte Norm DIN EN 14363 fordert für „konventionelle Personenfahrzeuge“ einen zulässigen Überhöhungsfehlbetrag von 150 mm. Ausnahmen sind zulässig und werden u. a. für Zweisystemfahrzeuge, die auch nach BOStrab zugelassen sind, genutzt. Geschwindigkeiten, die sich aus Überhöhungsfehlbeträgen über 130 mm ergeben, werden im Netz der Deutschen Bahn in der Regel im Verzeichnis zulässiger Geschwindigkeiten (VzG) in einer gesonderten Spalte erfasst und im Elektronischen Buchfahrplan bei geeigneten Zügen entsprechend berücksichtigt.
Im Bereich von Weichen und Schienenauszügen gelten für die Infrastruktur der DB Netz Grenzwerte zwischen 90 und 130 mm:
- bei Innenbogenweichen mit starrem Herzstück bis 200 km/h bis zu 110 mm, über 200 bis 230 km/h ist eine Abstimmung mit der DB-Netz-Zentrale notwendig.[3]
- bei Außenbogenweichen mit starrem Herzstück sind bis 160 km/h 100 mm zulässig, über 160 und bis 200 km/h 90 mm, darüber, bis 230 km/h eine Abstimmung mit der DB-Netz-Zentrale erforderlich.[3]
- bei Weichen mit beweglicher Herzstückspitze sind bis 200 km/h bis zu 130 mm zulässig, bis 250 km/h bis zu 100 mm, darüber hinaus im Einzelfall mit der DB-Netz-Zentrale zu klären.[3]
- in Bogenkreuzungen und Bogenkreuzungsweichen sind, bis 160 km/h, 100 mm zulässig.[3]
- in Schienenauszügen im Bogen sind bis 200 km/h 100 mm zulässig, bei höheren Geschwindigkeiten eine Abstimmung mit der DB-Netz-Zentrale erforderlich.[3]

Mit Zustimmung der DB-Netz-Zentrale können die Werte für Weichen, Kreuzungen, Kreuzungsweichen und Schienenauszüge um bis zu 20 Prozent überschritten werden.
Im bogenschnellen Betrieb sind Überhöhungsfehlbeträge ohne Zwangspunkte bis zu 300 mm zulässig. Bei Zwangspunkten (z. B. Bogenweichen, Brücken ohne Schotterbettung und Bahnübergänge mit starren Belägen) sind 150 mm zugelassen, in Schienenauszügen 130 mm.
Nach TSI sind bis zu 180 mm Überhöhungsfehlbetrag zulässig, auf reinen Personenverkehrsstrecken bis zu 190 mm. Im Netz der SNCF sind bis zu 180 mm zulässig, mit Abweichungen im Betrieb von bis zu 15 mm. Für Güterzüge sind dabei im Regelfall 110 mm zugelassen, im Ausnahmefall bis zu 130 mm.
Seit 2017 wird in Schweden (Zugkategorie C) das Fahren mit 180 mm Überhöhungsfehlbetrag erlaubt. Dies wird unter anderem vom VR X74 ausgenutzt.
In der Schweiz und Spanien sind die zulässigen Überhöhungsfehlbeträge in sogenannten Zugreihen definiert.
Das Regelwerk der Österreichischen Bundesbahnen sieht einen empfohlenen Grenzwert von 0,654 m/s² (100 mm) vor. Um Geschwindigkeitseinbrüche zu vermeiden, kann auf Ausnahmegrenzwerte von 0,85 m/s² (130 mm) bzw. – für Fahrzeuge mit Achslasten von bis zu 18 t – 0,98 m/s² (150 mm) angesetzt werden. Vor Anwendung der Ausnahmegrenzwerte sind wirtschaftliche Betrachtungen eines erhöhten Instandhaltungsaufwandes zu führen.
Im europäischen Zugbeeinflussungssystem European Train Control System (ETCS) gibt es 18 verschiedene Zugkategorien, die u. a. nach Zugart, Neigetechnik, Bremsstellung und zulässigen Überhöhungsfehlbeträgen unterschieden werden. Die zulässigen Überhöhungsfehlbeträge liegen dabei ohne Neigetechnik zwischen 80 und 150 mm, mit Neigetechnik zwischen 165 und 300 mm. Bei der Festlegung der zulässigen Geschwindigkeit auf ETCS-Level-2-Strecken in Deutschland, die im Mischverkehr von Personen- und Güterzügen befahren werden, durfte um 2019 ein Überhöhungsfehlbetrag von höchstens 130 mm berücksichtigt werden. 2021 galt diese Einschränkung nur noch für im Güterverkehr befahrene ETCS-Level-2-Bereiche mit einer höchsten zulässigen Geschwindigkeit von 140 km/h. Im Zuge der Einführung der Baseline 3 sollen in Deutschland zukünftig verschiedene Geschwindigkeitsprofile nutzbar sein. Bis dahin kann es im Vergleich zu konventioneller Signalisierung dadurch zu punktuell verringerten zulässigen Geschwindigkeiten für anzeigegeführte Züge kommen.
Teilweise kann die zulässige Geschwindigkeit durch bloße Ausnutzung des Überhöhungsfehlbetrags erhöht werden.

### Realisierung
Ein Höhenversatz innerhalb der Schiene ist nicht befahrbar, so dass die Überhöhung durch sogenannte Überhöhungsrampen hergestellt wird. Die Schienen sind starr mit den Schwellen verbunden. Um die unterschiedliche Höhenlage der Schienen zu erreichen, werden diese in Schräglage im Schotterbett eingebaut. Die einfachste Form der Herstellung ist die Realisierung einer linear zunehmenden Überhöhung, die meist im Grundriss mit einem Übergangsbogen (Klothoide) zusammenfällt. Darüber hinaus existieren in der Praxis noch Überhöhungsrampen, die sich am Grundriss von Übergangsbögen 4. Ordnung (s-förmig) oder 5. Ordnung (Bloss) orientieren. Die französische Staatsbahn realisiert die erforderlichen Überhöhungsrampen durch die sogenannte „doucine“, die eine gerade Überhöhungsrampe mit Ausrundungen am Anfang und Ende darstellt. Durch die Berücksichtigung der Ausrundungen wird der Ruck reduziert, der bei herkömmlichen geraden Überhöhungsrampen an den Übergängen auftritt. Dies ermöglicht eine kürzere Entwicklungslänge und somit steilere Längsneigungen.
Als Formelzeichen für die Länge von Überhöhungsrampen werden in Lageplänen in Deutschland {\displaystyle l_{R}} (gerade Überhöhungsrampe), {\displaystyle l_{RS}} (s-förmig) bzw. {\displaystyle l_{RB}} (nach Bloss) verwendet. Die Neigung wird mit 1:m bezeichnet.

### Geschichte
Ende des 19. Jahrhunderts war in Deutschland ein fester Zusammenhang zwischen Radius und zulässiger Geschwindigkeit vorgegeben. Die höchste zulässige Geschwindigkeit von 90 km/h wurde bei 1000 m Krümmungsradius zugelassen. Überhöhungen von mehr als 100 mm sollten vermieden werden, um eine zu starke Neigung der Innenschiene nach außen zu vermeiden. Im Bereich des Vereins Deutscher Eisenbahnverwaltungen kamen gleichwohl bis zu 250 mm Überhöhung vor, wobei die Handhabung selbst innerhalb derselben Bahnverwaltung nicht einheitlich und willkürlich erfolgte. In Belgien gab es einen festen Zusammenhang zwischen Radius und zulässiger Geschwindigkeit ({\displaystyle V=3{\sqrt {R^{m}}}}), ebenso in Österreich-Ungarn ({\displaystyle V=4{\sqrt {R^{m}-50}}}) (jeweils {\displaystyle V} in km/h und {\displaystyle R} in Metern). In Frankreich wurden bis zu 200 mm Überhöhung verlegt. Nach anderen Angaben aus Deutschland galten an der Schwelle zum 20. Jahrhundert 120 mm als größtmögliche Überhöhung.
Um Willkürlichkeiten zu vermeiden, stellte der technische Ausschuss des Vereins Deutsche Eisenbahningenieure eine Formel auf, die sich auf linksrheinischen und hannöverschen Strecken der Preußischen Staatseisenbahnen bewährt hatte und wissenschaftliche Erwägungen berücksichtigte:
{\displaystyle h={\frac {k}{R}}={\frac {m\cdot V}{R^{m}}}}
(mit empfohlener Überhöhung des Gleises {\displaystyle h} in mm, Fahrgeschwindigkeit {\displaystyle V} in km/h, Krümmungshalbmesser {\displaystyle R} in m sowie der Konstante {\displaystyle m}).
In Preußen wurde {\displaystyle m=500} gesetzt, die größte zulässige Überhöhung lag in Preußen bei 135 mm.
Britische Untersuchungen mit einem 2-Wagen-Triebzug kamen im Jahr 1949 zu dem Schluss, dass Beschleunigungen und Verzögerungen von mehr als etwa 1,1 m/s² als unangenehm empfunden wurden. Stehende Fahrgäste reagierten dabei etwas empfindlicher als sitzende.
Anfang der 1950er Jahre ließ die Deutsche Bundesbahn (DB) uneingeschränkt 150 mm und 100 mm Überhöhungsfehlbetrag zu. Anfang der 1960er Jahre galt im Bereich der DB der Oberbau von mit 150 mm überhöhten Gleisen als instandhaltungsintensiv, insbesondere auf stark belasteten Güterzugstrecken. Für Bahnlinien mit geringer Geschwindigkeit, beispielsweise bei S-Bahnen, galt dagegen eine Erhöhung auf 180 bis 200 mm als denkbar. Nach neuen Versuchen galt eine Erhöhung des Überhöhungsfehlbetrags auf 130 mm „unter Berücksichtigung des Speisewagenbetriebs“ als unbedenklich.
Mit der Neufassung der Eisenbahn-Bau- und Betriebsordnung vom 28. Mai 1967 wurde eine Begrenzung der zulässigen Überhöhung auf 150 mm neu aufgenommen. Größere Überhöhungen bedürften einer Zulassung durch den Bundesverkehrsminister. Der Überhöhungsfehlbetrag wurde gleichzeitig von 100 auf 130 mm angehoben (entsprechend einer Restseitenbeschleunigung von 0,85 m/s² statt vormals 0,65 m/s²). Die zulässige Geschwindigkeit im Bogen berechnete sich dabei nach
{\displaystyle V_{\text{zul}}={\sqrt {{\frac {R}{11{,}8}}\cdot (u+130)}}}
(mit Geschwindigkeit {\displaystyle V} in km/h, Bogenhalbmesser {\displaystyle R} in Metern und Überhöhung {\displaystyle u} in Millimetern). Den Änderungen vorausgegangen waren Probefahrten, die keine spürbare Einschränkung des Reisekomforts erwarten ließen. Der Wert war zuvor nur bei Rangierfahrten im untertieften Zweiggleis von Außenbogenweichen zugelassen.
Während der erhöhte Wert bei gut erhaltenem Gleis in planmäßiger geometrischer Lage bedenkenlos eingehalten werden konnte, zeigte sich, dass die planmäßige Gleislage bei starkem Betrieb und sehr unterschiedlichen Geschwindigkeit nicht garantiert werden konnte. Als mit dem Fahrplanwechsel 1968/1969 der Großteil der Bögen auf Hauptabfuhrstrecken mit erhöhten Geschwindigkeiten befahren wurden, wurden an vielen Stellen Störungen von Laufruhe und Fahrkomfort festgestellt. Untersuchungen in den Folgejahren führten ab 1971 zur Anpassung der Trassierungsvorschriften. Nachdem mehr als 80 Prozent der Störstellen im Fahrzeuglauf an Weichen, Bahnübergängen und schotterlosen Brücken auftraten, wurde zur zulässige Überhöhungsfehlbetrag auf den früheren Grenzwert von 100 mm reduziert. Die Anwendung des EBO-Grenzwertes von 130 mm wurde auf zwangsfreie Gleisbögen auf gutem Untergrund beschränkt. Um eine gleichbleibende Höchstgeschwindigkeit über möglichst lange Strecken zu erreichen, galt ein Überhöhungsfehlbetrag von 100 mm als Richtwert. In Bögen ohne besondere Zwangspunkte (wie Weichen und Bahnübergängen) konnten bis 160 km/h bis zu 130 mm geplant werden, um Geschwindigkeitseinbrüche zu vermeiden. Bei mit über 160 und bis zu 200 km/h befahrenen Gleisen waren, in Abhängigkeit von der Güterzugbelastung, bis zu 80 bzw. 100 mm zulässig, in Bogenweichen 60 bis 80 mm.
Die Grundsätze der Linienführung wurden bei der Deutschen Bundesbahn ab Ende der 1970er Jahre in die neue Vorschrift für das Entwerfen von Bahnanlagen – DS 877 – aufgenommen, deren Bezeichnung später in DS 800 geändert wurde, um ihren grundsätzlichen Charakter hervorzuheben. Die Linienführung und weitere Entwurfsgrundlagen waren dabei Gegenstand des Teilhefts DS 800/1 („Allgemeine Entwurfsgrundlagen“). Anfang der 1980er Jahre lag für das Teilheft 800/2 (für Neubaustrecken) eine Vorausgabe vor, die übrigen acht Teilhefte waren in Vorbereitung.
Um 1988 erwartete die Deutsche Bundesbahn im Rahmen einer absehbaren EBO-Novellierung die Anhebung der maximalen Überhöhung auf 160 mm und des Überhöhungsfehlbetrages auf 150 mm. Die Anwendung dieser sogenannten Oberbauprognosewerte war um 1989 zugelassen, wenn gegenüber der Anwendung der EBO-Grenzwerte (150 mm Überhöhung / 130 mm Überhöhungsfehlbetrag) Sprungkosten vermieden werden konnten und schwerer Oberbau (UIC-60-Schienen und B 70 W-Betonschwellen) verwendet wurde. Erforderlich waren Versuchsfahrten und eine Zustimmung durch die Zentrale der Deutschen Bundesbahn.
Mit der Dritten EBO-Änderungsverordnung wurde 1991 das Betriebsgrenzmaß für die Überhöhung schließlich von 150 auf 180 mm angehoben. Während die bis dahin geltende Obergrenze von 150 mm in der Praxis auch hergestellt wurde, beinhaltete der neue Grenzwert von 180 mm ausdrücklich auch Abweichungen, die sich über das Herstellungsmaß hinaus im Betrieb einstellten. Bei besonders gut unterhaltenen Gleisen konnten damit – unter Berücksichtigung der Überwachungs- und Instandhaltungsstrategie – Überhöhungen von bis zu 160 mm auf Schotter-Oberbau und 170 mm auf Fester Fahrbahn zugelassen werden. Der bis dahin geltende Überhöhungsfehlbetrag von bis zu 130 mm wurde auf bis zu 150 mm angehoben. Gleichzeitig wurde klargestellt, dass der Überhöhungsfehlbetrag – wie auch die Überhöhung – von verschiedenen Kriterien abhängig ist und ebenfalls sicherheitsrelevante Veränderungen der Sollmaße für Überhöhung und Radius im Betrieb möglich sind. Das Bundesministerium für Verkehr wurde ermächtigt, ausnahmsweise – beispielsweise für Neigetechnik-Züge – Überhöhungsfehlbeträge von mehr als 150 mm zuzulassen. Die Werte von 160 mm Überhöhung und 150 mm Überhöhungsfehlbetrag waren zuvor in einer fachübergreifenden Untersuchung des Bundesbahn-Zentralamts München abgesichert worden. Dieser Neuregelung lag eine Vielzahl von fahrtechnischen Versuchen zu Grunde, in denen nachgewiesen wurde, dass diese Grenzwerte ohne konstruktive Veränderung des Gleises zugelassen werden können.
Eine 1991 vorgelegte Dissertation ergab, dass bei Einsatz der Festen Fahrbahn aufgrund größerer Gleislagestabilität und geringeren dynamischen Kräften der Überhöhungsfehlbetrag bei geeigneten Randbedingungen auf 180 bis 200 mm angehoben werden könne. 200 mm wurden auch 1992 als Ausnahmewert bei Fester Fahrbahn für reinen Reisezugbetrieb genannt.

## Motorsport

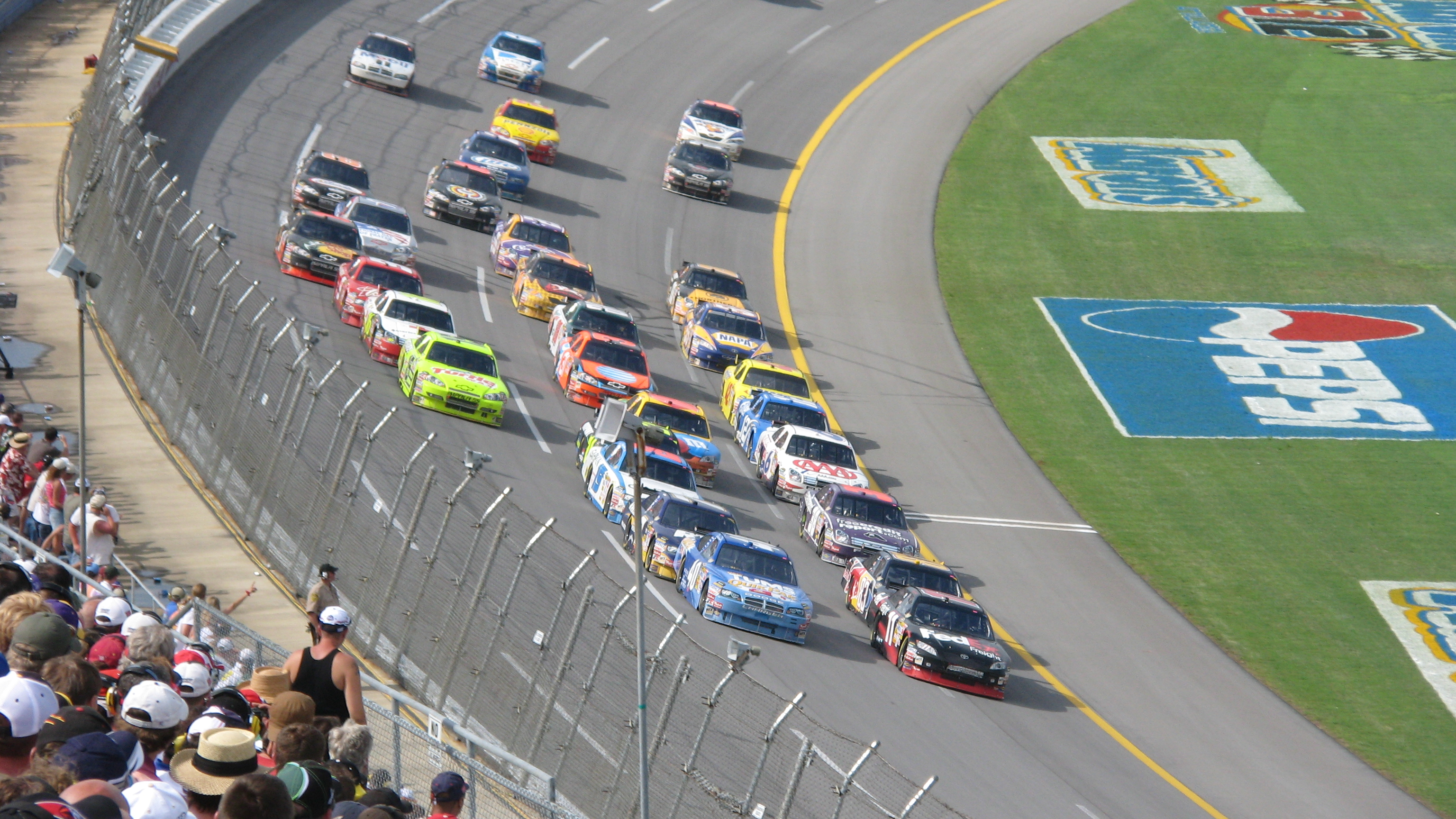
NASCAR-Starterfeld fährt in die überhöhte Kurve ein.

Überhöhungen waren in den Anfängen des Motorsports in Form von Steilkurven auf vielen Rennstrecken anzutreffen, heute noch bekannte Beispiele sind Monza, die AVUS oder die Betonkehre des alten Nürburgrings. Aufgrund der Sicherheitsdiskussionen in den 1960er/1970er Jahren wurden in Europa viele Steilkurven zurückgebaut. Heute sind nur noch wenige Überhöhungen vorhanden, eine der bekanntesten Kurven ist das Caracciola-Karussell auf der Nordschleife des Nürburgrings. Fast alle der in den USA üblichen Ovalkurse besitzen eine Überhöhung.
Im Folgenden eine Liste bekannter Rennstrecken mit Kurven steiler als 20°:
| Name der Rennstrecke           | Ort                             | Typ, Länge                           | maximale Überhöhung in den Kurven      |
| ------------------------------ | ------------------------------- | ------------------------------------ | -------------------------------------- |
| Autódromo de Sitges-Terramar   | Barcelona, Spanien              | Oval mit Steilkurven, 2,0 km         | 66°                                    |
| Autodrome de Linas-Montlhéry   | Montlhéry, Frankreich           | Oval mit Steilkurven, 2,55 km        | 52°                                    |
| AVUS                           | Berlin, Deutschland             | Straßenkurs mit Steilkurven, 8,3 km  | 43,6°                                  |
| Autodromo Nazionale di Monza   | Monza, Italien                  | Straßenkurs mit Steilkurven, 10,0 km | 38°                                    |
| Winchester Speedway            | Winchester, Indiana, USA        | Kurzoval, 0,81 km                    | 37° (steilste noch aktive Rennstrecke) |
| Talladega Superspeedway        | Talladega, Alabama, USA         | Superspeedway, 4,28 km               | 33°                                    |
| Salem Speedway                 | Salem, Indiana, USA             | Kurzoval, 0,89 km                    | 33°                                    |
| Daytona International Speedway | Daytona, Florida, USA           | Superspeedway, 4,02 km               | 31°                                    |
| Brooklands                     | Weybridge, England, GB          | Oval mit Steilkurven, 4,43 km        | 30°                                    |
| I-70 Speedway                  | Odessa, Missouri, USA           | Kurzoval, 0,85 km                    | 30°                                    |
| Bristol Motor Speedway         | Bristol, Tennessee, USA         | Kurzoval, 0,86 km                    | 26° (30° vor dem Umbau)                |
| Darlington Raceway             | Darlington, South Carolina, USA | Speedway, 2,20 km                    | 25°                                    |
| Rockingham Speedway            | Rockingham, North Carolina, USA | Speedway, 1,64 km                    | 25°                                    |
| Atlanta Motor Speedway         | Atlanta, Georgia, USA           | Speedway, 2,48 km                    | 24°                                    |
| Charlotte Motor Speedway       | Charlotte, North Carolina, USA  | Speedway, 2,41 km                    | 24°                                    |
| Texas Motor Speedway           | Fort Worth, Texas, USA          | Speedway, 2,32 km                    | 24°                                    |
| Calder Park Raceway            | Melbourne, Viktoria, Australien | Speedway, 1,80 km                    | 24°                                    |
| Dover International Speedway   | Dover, Delaware, USA            | Speedway, 1,61 km                    | 24°                                    |
| Texas World Speedway           | College Station, Texas, USA     | Speedway, 3,22 km                    | 22°                                    |